# 黑水藤
黑水藤（学名：[Biondia insignis] 错误：{{Lang}}：文本有斜体标记（帮助））是夹竹桃科秦岭藤属的植物，是中国的特有植物。分布在中国大陆的四川、云南、贵州等地，生长于海拔200米至2,900米的地区，多生在山地林中，目前尚未由人工引种栽培。

## 别名
黑骨藤（贵州）